# 광염 소나타
〈광염 소나타〉(狂炎 sonata)는 1930년 1월 《중외일보》에 발표한 김동인의 단편 소설이다. 내용은 천재적인 작곡가 백성수(白性洙)를 주인공으로, 그가 예술적인 영감을 얻기 위해 거듭 방화와 살인을 감행함으로써 새 작곡을 한다는 정신병자의 생활을 그렸다. 〈광화사〉와 함께 김동인의 탐미주의적 경향의 대표작이며, 살인·방화·시간(屍姦)·시체 희롱 등의 악마적 범죄 행위가 예술적인 충동을 일으킨다는 점에서는 에드거 앨런 포, 오스카 와일드, 샤를 보들레르의 세계와 상통한다고 할 수 있으나 지극히 제한된 평면의 세계를 보여준다는 점에서 이는 자연주의의 일면인 유전의 무서움을 그린 작품이라 할 수 있다. 

## 원작으로 한 작품
- 《광염 소나타》, 영화, 고영남 감독, 1979년 개봉
- 《광염 소나타》, 단막극 드라마, TV 문학관, 1987년 2월 21일 방영
- 《광염 소나타》, 단막극 드라마, 2011 TV 문학관, 2011년 12월 7일 방영
- 《광염 소나타》, 뮤지컬, 2017년 초연